# Мали Ђурђевик
Мали Ђурђевик (алб. Gjurgjevik i Vogël) је насеље у општини Клина, Косово и Метохија, Република Србија.

## Становништво
| Демографија | Демографија | Демографија |
| Година      | Становника  | Становника  |
| ----------- | ----------- | ----------- |
| 1948.       | 313         |             |
| 1953.       | 350         |             |
| 1961.       | 379         |             |
| 1971.       | 403         |             |
| 1981.       | 531         |             |
| 1991.       | 635         |             |